# Cosmotettix tigriceps
Cosmotettix tigriceps är en insektsart som beskrevs av Alexander Fyodorovich Emeljanov 1966. Cosmotettix tigriceps ingår i släktet Cosmotettix och familjen dvärgstritar. Inga underarter finns listade i Catalogue of Life.